# Anna Pieri Brignole Sale
Anna Maria Gaspara Vincenza Pieri in Brignole Sale (Siena, 1765 – Castello di Schönbrunn, 1815) è stata una nobile italiana, presso la corte di Parigi all'epoca di Napoleone.

## Biografia

### Famiglia
Anna sposò il marchese di Groppoli Anton Giulio III Brignole Sale, figlio del doge di Genova Rodolfo Emilio Brignole Sale, e viene ricordata per la magnificenza della sua vita mondana che contribuì molto ad animare l'atmosfera della Superba a partire dalla fine del XVIII secolo, grazie ai grandiosi ricevimenti tenuti nelle ville di famiglia ad Albaro e Nervi e soprattutto per il teatro di Voltri, il più antico della Liguria.
Anna diede ad Anton Giulio quattro figli:
- Rodolfo Brignole Sale (1784-1832), uomo di chiesa, nominato da Pio VII vescovo titolare di Assura (in partibus infidelium);
- Antonio Brignole Sale (1786-1863), ultimo marchese di Groppoli, diplomatico e politico che servì sotto il Primo Impero francese, la città di Genova e il Regno di Sardegna.
- Maria Pellegrina Teresa (1790-1865), dama di compagnia dell'imperatrice Maria Luisa insieme alla madre tra il 1810 e il 1814, sposatasi il 27 febbraio 1808 a Parigi con Emmerich Joseph von Dalberg (1773-1833), duca di Dalberg, diplomatico e rappresentante della Francia al Congresso di Vienna;
- Caterina Angela Maria (1792-1882), sposatasi l'8 maggio 1811 a Parigi con il conte Carlo Alfonso Marcello Marescalchi (1782-1868), ciambellano del viceré d'Italia Eugène de Beauharnais.

Amica della cugina del marito, Maria Caterina Brignole-Sale principessa di Monaco e poi di Condé, e del principe Talleyrand, negli anni in cui visse a Parigi Anna frequentò e animò la corte imperiale.

### L'epopea napoleonica
Con l'ascesa al potere di Napoleone, Anna divenne una fervente bonapartista e a Palazzo Rosso (Genova) si riunivano artisti e intellettuali animati dai medesimi ideali progressisti e filofrancesi. Il trattato d'annessione della Liguria alla Francia venne firmato proprio a Palazzo Rosso, la sua casa.
Già dama di compagnia di Joséphine de Beauharnais, prima moglie di Napoleone, tra il 1804 e il 1810 e poi della giovane Paolina Bonaparte, Anna entrò poi nella corte della nuova imperatrice Maria Luisa e andò ad abitare a Parigi, insieme al proprio figlio Antonio. Affascinò diversi gentiluomini dell'epoca, ma proprio la cospicua corrispondenza che ha lasciato con numerosi e importanti uomini di quel tempo fa di Anna Pieri una figura che si è distinta per la propria intelligenza, cultura ed eleganza.
Nipote del cardinale Ercole Consalvi, uno dei principali collaboratori del papa Pio VII, Anna venne incaricata da Napoleone di tentare un avvicinamento tra il pontefice e l'imperatore, in vista di un secondo concordato, quando il Santo Padre era a Fontainebleau dopo la prigionia di Savona (dove il carceriere del pontefice non era altri che Antonio Brignole Sale secondogenito di Anna).
Dopo la prima caduta di Napoleone, Anna non abbandonò la propria fede bonapartista, seguendo l'ex imperatrice Maria Luisa in Austria, ma morì al Castello di Schönbrunn nel corso del Congresso di Vienna, dove il figlio era impiegato, ormai isolata da una corte del tutto ostile al regime napoleonico e alle idee che esso contribuì a diffondere in Europa.